# Hávnatkotvaré
Hávnatkotvaré (Peltigerales) je řád lišejníků z podtřídy Lecanoromycetidae.

## Čeledi
- huspeníkovité (Collemataceae)
- důlkatcovité (Lobariaceae)
- ledvinníkovité (Nephromataceae)
- hávnatkovité (Peltigeraceae)
- placyntiovité (Placynthiaceae)
- Stictaceae